# Gustave Vapereau
Pour les articles homonymes, voir Vapereau.
Louis Gustave Vapereau, né le 4 avril 1819 à Orléans et mort le 18 avril 1906 à Morsang-sur-Orge, est un écrivain et encyclopédiste français.
Il est surtout connu comme l’auteur du Dictionnaire universel des contemporains et du Dictionnaire universel des littératures.

## Biographie
Fils d’un boulanger de la ville, chargé de famille, Louis-Gustave Vapereau dut son instruction première à l’un de ses oncles, l’abbé Nicolas Vapereau, curé de l’église Saint-Michel, qui, ayant remarqué son intelligence et son goût pour l’étude, s’était fait un devoir de lui donner les moyens d’acquérir un savoir que ses parents n’étaient pas en état de lui procurer. Désireux de lui assurer l’instruction qu’il n’avait pas lui-même, son père le mit ensuite au petit séminaire de la ville où il travailla et se signala par ses succès. Il termina ses études au collège, où il fit sa philosophie, avec Francisque Bouillier pour professeur. Il se sentit, dès ce moment, attiré vers les recherches philosophiques. L’année même, en 1838, il remporta le prix d’honneur qui venait d’être institué par Salvandy pour un concours entre tous les collèges de la province, et il entra du même coup, en 1838, à l’École normale, alors dirigée par le philosophe Victor Cousin et où il eut Jules Simon pour professeur d’histoire de la philosophie. Durant les trois années qu’il y passa, c’est surtout à la philosophie qu’il s’intéressa. Il y connut nombre de jeunes hommes d’avenir, et se lia particulièrement avec Charles Lévêque, Ernest Bersot, Eugène Despois et Émile Deschanel. Comme Lévêque et Bersot, Vapereau étudiait surtout la philosophie, mais le mouvement des idées littéraires, alors confondues avec les idées libérales, l’entrainait aussi vers Despois et Deschanel. Vapereau était déjà ce qu’il resta jusqu’à la fin : au physique, sec et d’une endurance extraordinaire ; au moral, énergique, très actif, allègre, et indépendant comme son caractère, ouvert à toute idée généreuse, mais exempt d’utopie. Esprit curieux, très meublé de bonne heure (sa mémoire était étonnante), mais fort équilibré, et pratique jusque dans les questions de philosophie, mais non moins entendu aux sciences, pour lesquelles il conserva toujours un faible.
Sorti de l’École Normale, en 1841, comme il n’était pas encore agrégé, Victor Cousin en fit l’un de ses secrétaires, pour un an. Il se plongea dans les manuscrits de Pascal, où Cousin pratiquait alors ses premières découvertes. Vapereau déchiffrait, compulsait, il lisait les nouveautés à son maître, parfois jusqu’à extinction de sa voix et écrivait sous sa dictée.
En 1842, il fut nommé professeur de philosophie au collège de Tours. L’année suivante, il fut reçu agrégé de philosophie. Il demeura dix ans à Tours où il épousa, en 1844, Mlle Forest, fille d’un propriétaire-vigneron de Tauxigny. De 1844 à 1852, trois enfants naquirent au jeune couple. Vapereau, qui s’était mis à l’étude de l’allemand, l’enseignait avec succès au collège, outre la philosophie. Il mena une carrière universitaire jusqu’en 1852, date à laquelle il se vit, après dix ans d’un enseignement remarqué, privé de sa chaire à cause de ses tendances libérales.
Lors du coup d'État du 2 décembre 1851 qui porta Napoléon III au pouvoir, les amis de Vapereau furent pour la plupart exilés, révoqués, démissionnaires. Moins exposé qu’eux dans sa province, il eût pu maintenir sa situation à Tours, mais ne le voulut pas et préféra démissionner. Marié et père de trois enfants, dépourvu de fortune, obligé de se créer une nouvelle situation, il revint à Paris, y donna quelques leçons, y acheva les études de droit qu’il avait commencées à Tours, se fit inscrire avocat au barreau en 1854, et y plaida même quelques causes, avant se consacrer tout entier aux travaux littéraires.
C’est dans ce temps, où il cherchait sa voie, qu’il eut l’idée dont la mise en pratique allait lui procurer la notoriété. À cette époque, l’éditeur Louis Hachette cherchait à composer un recueil des notabilités contemporaines qui soit à la fois un rajeunissement du répertoire de Louis-Gabriel Michaud, déjà vieilli, et un correctif aux bibliographies d’Eugène de Mirecourt. Il fit part de son projet à Jules Simon, avec lequel il était lié, et celui-ci lui suggéra Vapereau. Hachette chargea Vapereau de préparer le Dictionnaire des contemporains, en lui laissant une entière liberté de rédaction personnelle et le choix de ses collaborateurs. Vapereau mit sur pied la publication en moins de quatre années. Les plans et la première préparation de l’ouvrage datent de 1854-1855. Vapereau, normalien, philosophe et libéral, s’était entouré de collaborateurs tels que lui : Bersot, Alfred Maury, Deschanel, etc. Chacun donnait sa note ; une fois la part faite à la biographie, aux faits, le rédacteur appréciait, jugeait, bref, philosophait sur son sujet. Il visait non seulement à informer le public, mais à l’instruire, à l’élever, à le faire penser s’il était possible. Dès 1858, paraissait la première édition.
Le Dictionnaire des Contemporains fit fortune auprès du public non seulement parce qu’alors le goût était aux dictionnaires, mais encore et surtout parce qu’il était riche, informé, précis et varié. Au lendemain de la guerre d’Orient, au début d’un mouvement politique, économique, social où l’Europe se renouvelait, il apportait au curieux, au travailleur, au journaliste comme à l’écrivain, une mine de faits et de renseignements nécessaires pour écrire l’histoire contemporaine, ou simplement pour la suivre. Au fur et à mesure des éditions, l’ouvrage grossissait : de 1858 à 1870, quatre éditions différentes n’épuisèrent pas le succès du « Vapereau » : 1858, 1861, 1865, 1870. Vapereau réclamait toujours pour lui les matières délicates, qui engageaient une responsabilité. C’est lui qui rédigea l’article Napoléon III, sans qu’il en coûtât rien ni à sa probité, ni aux risques de l’éditeur. Retouché et complété par la suite, dans les éditions de 1880 et de 1893, mais non modifié dans son esprit, cet article offre, dans son large développement, une preuve de conscience et d’impartialité chez une victime de l’Empire.
Le succès de cet inventaire des contemporains donna à Vapereau l’idée d’en dresser quelques autres, cette première tâche ne suffisant plus à son activité. Sitôt l’édition de 1858 parue, il rédigea sur son temps disponible, l’Année littéraire et dramatique, répertoire pratique et précieux, dont les critiques, Sarcey, Weiss, etc., se sont tant servis, sans toujours le nommer. De 1859 à 1870, douze volumes parurent, un par an. Lorsque Vapereau quitta cette occupation pour d’autres plus urgentes, cette idée parut si bonne, qu’elle fut reprise et continuée par divers auteurs. Vapereau avait également jeté les bases, dès 1862, d’un Dictionnaire universel des littératures. Dans le plan primitif, ce dictionnaire devait être entièrement rédigé par deux seuls auteurs, Géruzez et lui. L’ouvrage avançait, mais lentement, pour beaucoup de causes, lorsque éclata la guerre franco allemande de 1870.
L’écroulement de l’Empire et la proclamation de la République, au lendemain de la défaite de Sedan, ramena les exilés ou les vaincus du coup d’État de Napoléon III. Victor Hugo, Deschanel, Challemel-Lacour, etc., secondaient de tous leurs efforts le gouvernement du 4 septembre. À Léon Gambetta qui cherchait des hommes de bonne volonté pour organiser la défense en province, Hérold signala Vapereau. Nommé préfet du Cantal dès le 14 septembre 1870, il s’employa activement à faire concourir ce pays, éloigné du théâtre de la guerre, à l’œuvre de la défense nationale en déployant, dans ces fonctions imprévues, sa grande activité, servie par un rare sens pratique. Le 26 mars 1871, il passa à la préfecture de Tarn-et-Garonne de 1871 à 1873. Rentré dans l’Université, il fut inspecteur général de l’instruction publique (enseignement primaire) du 23 janvier 1877 jusqu’au 1er avril 1888, où il fut remis à la retraite par suppression d’emploi et nommé inspecteur général honoraire.
Retourné, après cette brève carrière administrative, à son activité littéraire à la maison Hachette, Vapereau reprit, de 1873 à 1876, le Dictionnaire des littératures où il l’avait laissé, en activa la rédaction, et le fit paraître (1876). Il fournissait en même temps des articles sur les questions de droit et de philosophie au Dictionnaire des sciences philosophiques de son ami Adolphe Franck, collaborait à l’Encyclopédie générale, à l’Encyclopédie pédagogique, etc. lorsqu’il fut nommé Inspecteur général de l’enseignement primaire le 23 janvier 1877.
Il a collaboré, sous son nom ou sous divers pseudonymes, à de nombreuses revues, en particulier à l'Illustration en collaboration avec son gendre Maurice Tourneux, sous le pseudonyme de G.-M. Valtour, à la Revue de l’Instruction publique, à la Revue française, au Manuel général de l’Instruction primaire, aux Nouvelles et au Dictionnaire universel des Contemporains.
Vapereau a fourni des études sur la colonie pénitentiaire de Mettray, le divorce, la réforme pénitentiaire (1847-1849) à la Liberté de penser ; quelques articles sur des questions touchant à la fois au droit et à la philosophie au Dictionnaire des sciences philosophiques ; l’article « Allemagne » à l’Encyclopédie générale ; l’article « Littérature française » à l’Encyclopédie pédagogique.
Il a également écrit sous le pseudonyme d’« Adrien Tell ». Le 7 février 1878, il reçut la Légion d’honneur du ministre Bardoux, en même temps qu’Auguste Barbier.
Il est le père de Charles Vapereau, diplomate, commissaire général du gouvernement chinois à l’exposition universelle de 1900.

## Distinctions
- Chevalier de la Légion d'honneur (1878).

## Citations
« La politique est l’art d’obtenir de l’argent des riches et des suffrages des pauvres, sous prétexte de les protéger les uns des autres. »

— Citée par Jacques Sternberg, dans le Dictionnaire des idées revues.

## Principales publications
- De la colonie agricole et pénitentiaire de Mettray (Extrait de La Liberté de penser, no 4, 15 mars 1848), Paris, Joubert, 1848, 31 p., in-8° (OCLC 458406624).
- De la réforme pénitentiaire (Extrait de La Liberté de penser, nos 15-16, février-mars 1849), Paris, Joubert, 1849, 56 p., Gr. in-8° (OCLC 458406737).
- Dictionnaire universel des contemporains, contenant toutes les personnes notables de la France et des pays étrangers... ouvrage rédigé et continuellement tenu à jour, avec le concours d’écrivains et de savants de tous les pays (Plusieurs éditions, 1858-1895) Texte en ligne 1858 t.1 (A-H), 1858 t.2 (I-Z), 1858 Supplément, 1870, 1880, 1893.
- L’Année littéraire et dramatique ou Revue annuelle des principales productions de la littérature française et des traductions des œuvres les plus importantes des littératures étrangères, classées et étudiées par genres (1859-1869) Texte en ligne 1859, 1860, 1861, 1862, 1863, 1864, 1865, 1866, 1867, 1868, 1869.
- Appréciation générale des Misérables de M. Victor Hugo (1862)
- Dictionnaire universel des littératures Contenant : I, des notices sur les écrivains de tous les temps et de tous les pays et sur les personnages qui ont exercé une influence littéraire, l’analyse et l’appréciation des principales œuvres individuelles, collectives… II, la théorie et l’historique des différents genres de poésie et de prose… III, la bibliographie générale et particulière, les ouvrages à consulter sur les questions d’histoire, de théorie et d’érudition, Paris, Hachette, 1876 lire en ligne sur Gallica
- Éléments d’histoire de la littérature française [Contenant] I, une esquisse générale de l’histoire de la littérature française, II, une suite de notices sur les époques, les genres et les principaux écrivains, avec un choix d’extraits, I. Des origines au règne de Louis XIII, II. Règnes de Louis XIII et de Louis XIV, Paris, Hachette, 1883-1886, (OCLC 491607078), 395 p., 450 p., 2 vol. 18 cm.
- Édition scientifique de trois pièces de Molière : Les Femmes savantes, Le Bourgeois gentilhomme;  Les précieuses ridicules, Hachette, Paris, 1883; 1884 (plusieurs rééditions).
- Esquisse d’histoire de la littérature française, Paris, Hachette, 1914, vii-109-8, 1 vol. ; in-16 (lire en ligne).
- L’Homme et la vie : Notes et impressions (Articles écrits pour l’Illustration entre 1880 et 1896 en collaboration avec Maurice Tourneux), Paris, 1896, in-8° (OCLC 504630796).